# Al-Qiyama
Al-Qiyama “A Ressurreição” (do árabe: سورة القيامة) é a septuagésima quinta sura do Alcorão e tem 40 ayats.